# Alessandro Giusti (escultor)

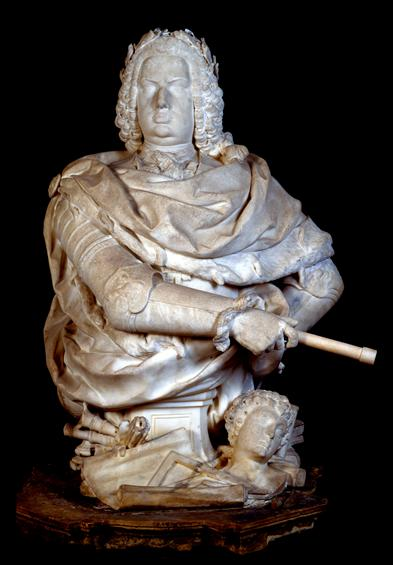

Alessandro Giusti, também conhecido por Alexandre Giusti (Roma, 1715 – Lisboa, 1799), foi um escultor italiano. Veio para Portugal, onde trabalhou, nomeadamente em Mafra, onde deu início à Escola de Escultura, precursora da Real Academia de Belas Artes, de Lisboa, e da Academia Imperial de Belas Artes, do Rio de Janeiro.
Foi ele que esculpiu os retábulos pétreos da Basílica do Convento de Mafra. Foi autor de um busto de D. João V (1748), actualmente na colecção do Palácio Nacional de Mafra, o melhor da escultura feita em Portugal no séc. XVIII, segundo José-Augusto França.
Foi sucedido por Joaquim José de Barros Laborão na direcção da Escola de Mafra.